# معرض الكويت للطيران 2020
معرض الكويت للطيران 2020 يقام المعرض في الفترة من 15 حتى 18 يناير 2020 في مطار الكويت الدولي.

يشكل المعرض منصة مستقلة للتعريف من خلالها على آخر التطورات في مجال صناعة الطيران، لاسيما النقل الجوي والخدمات الأرضية، وسيتيح الفرصة للاطلاع على أحدث المنتجات والخدمات والتقنيات في مجال النقل الجوي، ومستلزمات المطارات الحديثة.
كما يعرض آخر ما تم التوصل إليه من تطور في مجال صناعة الطيران وتقديم آخر التقنيات المتخصصة في هذا المجال، بالإضافة إلى مشاركة أكثر من 70 طائرة متنوعة في فعاليات المعرض، كما يهدف معرض الكويت للطيران إلى الترويج للطيران الخاص والخدمات والصناعات الجوية في الأسواق العالمية، ونقل الخبرات العالمية وآخر المستجدات والتكنولوجيا في مجال الطيران والفضاء.